# Castro (Puertomarín)
Castro (llamada oficialmente San Martiño do Castro de Soengas) es una parroquia y una aldea española del municipio de Puertomarín, en la provincia de Lugo, Galicia. Cuenta con una población de 103 habitantes (INE, 2021).

## Otras denominaciones
La parroquia también es conocida por el nombre de San Martiño de Castro de Soengas.

## Organización territorial
La parroquia está formada por seis entidades de población:
- A Pedra
- Covadelas (A Covadela)
- Fonte Grande (A Fonte Grande)
- Grumélez
- O Castro
- O Cruceiro

## Demografía

### Parroquia
| Gráfica de evolución demográfica de Castro (parroquia) entre 2000 y 2021 |
|                                                                          |
| Datos según el nomenclátor publicado por el INE.                         |

### Aldea
| Gráfica de evolución demográfica de O Castro (aldea) entre 2000 y 2021 |
|                                                                        |
| Datos según el nomenclátor publicado por el INE.                       |